# 阮金紅 (藝人)
阮金红（1987年8月6日—），藝名陳霞，是一名越南裔模特兒，昵称“小逸”，曾参与Acer F900手机的广告拍摄。也是网游《蜀门OL》越南版的代言人。

## 简介
阮金红出生于越南胡志明市，她的父亲来自中国。她最出名的是她丰满性感的“性感”照片。Elly Tran 主要在胡志明市生活和工作。
儿时在越南时就曾拍过多部广告，并且在当地小有名气。初中时随父母移居上海，过着普通人的生活，期间回越南拍摄过多组写真。2005年，阮金红随父亲工作调动前往加拿大，2006年，阮金红与母亲和弟弟移居美国，就读于新泽西一所高中。
2009年秋季，阮金红向照片共享网站Flickr上传的一组性感照片使她为众人所知，并因具有所谓“童颜巨乳”特色而被大陆地区网友称为“越南版瑶瑶”“人间胸器”。但阮金红在一次采访时表示不会去拍过于暴露的照片，并表示想成为一名专业歌手。

## 音乐作品
- 撕裂黑夜 - Khanh Phuong （2013）
- 时间不长 − Anh Tai （2015）
- 我不知道该说什么，但爱的话 − Pham Viet Thang （2020）

## 获奖
2012 年“最佳电视女演员”

## 外部連結
- 阮金紅的Facebook專頁
- 阮金紅的Instagram帳戶